# Stamped Circuit Board

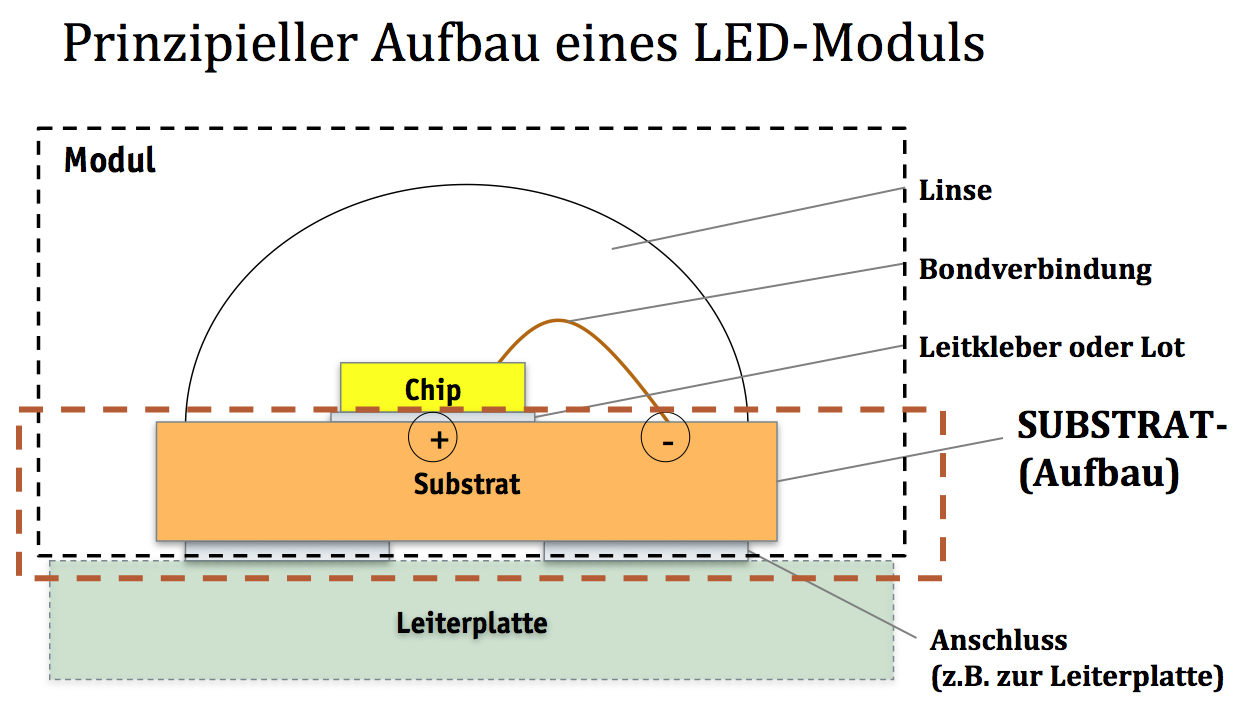
Prinzipieller Aufbau eines LED-Moduls

Der englische Begriff Stamped Circuit Board (SCB, dt. »gestempelte Schaltungsplatine«) bezeichnet eine Produktionstechnik aus der Aufbau- und Verbindungstechnik. Dabei geht es beispielsweise um den Substrataufbau von LEDs. Ähnlich wie bei Leiterplatten kann dieser Schichtaufbau aus glasfaserverstärktem Epoxidharz und Kupfer bestehen. Die SCB-Technik als solches ist nicht neu. Bereits 1980 reichte Norman E. Hoffman ein Patent mit der Nummer US4403107 ein, bei dem es um ein Verfahren zur Herstellung von stamped circuit boards geht.
Bei LED Substraten sind im Grunde drei Varianten möglich: 1. das PCB (engl. printed circuit board), 2. der Kunststoff-Spritzguss und 3. das SCB. Mit der SCB-Technik lassen sich unterschiedliche Materialkombinationen in einem Rolle-zu-Rolle-Herstellungsprozess strukturieren und laminieren. Da man die Schichten getrennt strukturiert, lassen sich verbesserte Designkonzepte realisieren. Dadurch ist es möglich, die Wärme die im Chip entsteht, besser bzw. schneller abzuführen.

## Herstellung
Sowohl der Kunststoff als auch das Metall werden zunächst auf separaten Rollen verarbeitet, das heißt, je nach Anforderung werden die Materialien im Stanzprozess einzeln strukturiert („in Form gebracht“) und anschließend miteinander verbunden.

## Vorteile
Bei der Konstruktion beziehungsweise Auswahl von Substraten kommt es auf die Anwendung, das Moduldesign/den Substrataufbau, den Werkstoff und die Materialdicke an.
Bei diesen Parametern ist es mit der SCB-Technik möglich, ein gutes Wärmemanagement zu realisieren. Denn eine schnelle Wärmeabfuhr unter dem Chip bedeutet eine höhere Lebensdauer des Systems. Weiterhin ist es mit der SCB-Technik möglich, Material entsprechend der jeweiligen Anforderung zu wählen und das Design dann „passgenau“ zu optimieren.